# Bendis tremularis
Bendis tremularis là một loài bướm đêm trong họ Noctuidae.